# Christina Feicht
Christina Feicht, född 29 mars 2006 i Kiefersfelden, är en tysk backhoppare.
Som fjortonåring hade hon 110 meter som personbästa. 2019 vann hon som trettonåring en inhemsk tysk sommarcup med flera deltävlingar för ungdomar under sexton år.
Feicht ingick i det tyska lag som tog brons vid Juniorvärldsmästerskapen i nordisk skidsport 2022 i polska Zakopane. I samma mästerskap blev hon diskad i den individuella tävlingen på grund av för stor dress, efter ett långt hopp.